# O casă de păpuși
O casă de păpuși(Nora) este o piesă de teatru din 1879 a dramaturgului norvegian Henrik Ibsen.

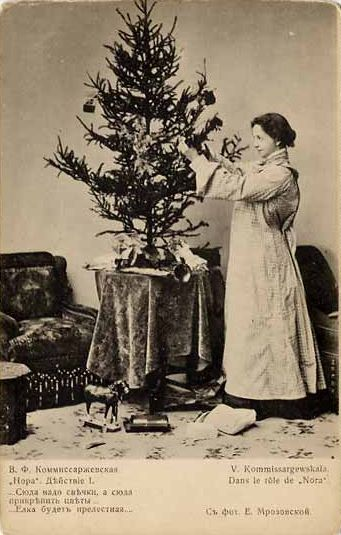
Vera Komissarzhevskaya ca Nora (1904?)

## Rezumat
„O casă de păpuși” urmărește trezirea Norei Helmer de la viața confortabilă pe care o ducea. Fiind condusă toată viața ori de tatăl ei, ori de soțul Torvald, Nora ajunge să își schimbe părerea despre principiile fundamentele în care ea credea, odată ce căsătoria ei este pusă la încercare. Împrumutând bani de la Krogstad, falsificând semnătura tatălui ei, ea a putut să plătească o călătorie în Italia pentru a-l salva pe soțul ei bolnav, el neștiind de împrumut, crezând că banii vin de la tatăl Norei. De atunci, ea a trebuit să găsească moduri în care să plătească împrumutul.Din expozițiune aflăm că acțiunea se petrece iarna, în ajunul Crăciunului și aflăm că Torvald tocmai a fost promavat ca manager al băncii, unde va primi un salariu uriaș și va fi foarte puternic. Nora este încântată, fiindcă se gândește că va putea în sfârșit să plătească împrumutul. Bucuria ei este însă stricată când Krogstad, furios deoarece tocmai a aflat că poziția lui la bancă a fost promisă doamnei Linde, o veche colegă de școală a Norei care a venit recent în oraș în căutare de lucru, și o amenință pe Nora că va dezvălui secretul ei dacă nu-l convinge pe soțul ei să îi păstreze poziția. Această amenințare constă în intriga piesei.Nora încearcă să îl facă pe Torvald să îi mențină postul lui Krogstad folosindu-se de trucurile feminine, dar este lipsită de succes. Torvald îi spune că natura coruptă a lui Krogstad îi este repulsivă și îi este imposibil să lucreze cu el. Nora devine foarte îngrijorată.
Ziua următoare, Norei îi este frică de faptul că Krogstad ar putea apărea în orice moment. Agitația ei este redusă de preocuparea pentru balul care va avea loc seara următoare în apartamentul unui vecin. Când Torvald se întoarce de la bancă, Nora iar pledează pentru Krogstad. De data aceasta, Torvald nu doar refuză, ci și trimite înștiințarea de concediere pe care deja o pregătise pentru Krogstad, asigurând-o pe Nora că va lua asupra sa toate lucrurile rele ce vor rezulta din asta. Nora este mișcată profund de spusele lui. Ea începe să ia în considerare posibilitatea ca acest episod să transforme în bine căsnicia lor, dar și varianta sinuciderii.
Între timp ea conversează și flirtează cu Doctorul Rank. Aflând că el este pe moarte, are o conversație intimă cu el care culminează cu doctorul mărturisindu-și dragostea chiar înainte ca ea să îi ceară ajutor financiar. Vorbele lui o opresc iar conversația lor este întreruptă de anunțul sosirii lui Krogstad. Nora îi cere doctorului Rank să plece și îl primește pe Krogstad.
Krogstad îi spune că deși va menține împrumutul el nu vrea să mai facă publice faptele, în schimb vrea să îi dea lui Torvald o scrisoare explicând în așa fel încât Torvald să fie presat să îi păstreze postul la bancă, Nora protestează împotriva implicării lui Torvald dar Krogstad pune scrisoarea în cutia poștală a lui Torvald spre oroarea Norei. Totuși ea încearcă să își folosească farmecele pentru a-l preveni pe Torvald să citească scrisoarea, atrăgându-l de la afaceri, rugându-l să o ajute să se pregătească pentru petrecerea din seara următoare. El este de acord să amâne lucrul iar scrisoarea rămâne în cutia poștală.
Noaptea următoare, înainte ca Torvald și Nora să se întoarcă de la bal, doamna Linde și Krogstad, care sunt vechi iubiți, se reîntâlnesc în sufrageria lui Helmer. Doamna Linde cere să aibă grijă de Krogstad și de copiii lui și să îl ajute să devină omul care ea știe că el poate deveni. Soții Helmer se întorc de la bal și doamna Linde pleacă, Krogstad deja fiind plecat. Singuri, Torvald îi mărturisește Norei cât de mult o dorește, dar este întrerupt de doctorul Rank. Doctorul venise să își ia rămas bun, după cum îi spune pe ascuns Norei. Văzând că Torvald și-a luat scrisorile, ea se resemnează la a se sinucide.
Înainte să plece, Torvald o oprește. Tocmai a citit scrisoarea lui Krogstad și este înfuriat de conținut. O acuză pe Nora de ruinarea vieții sale. Îi spune că vrea să o părăsească, contrar spuselor de adineaori cum că ar lua totul asupra sa.Punctul culminant al piesei se petrece când în timpul tiradei sale, Torvald este întrerupt de slujnică ce poartă o altă scrisoare de la Krogstad adresată Norei. Torvald o citește și devine copleșit de bucurie. Krogstad a avut parte de o schimbare fericită în viața sa și îi trimite înscrisul înapoi. Torvald îi spune Norei că o iartă și că încercarea ei duioasă de a-l ajuta a făcut-o mai afectuoasă ca niciodată.
Nora, după ce a văzut adevăratul caracterul  al lui Torvald, îi spune că îl părăsește. După ce el protestează, ea motivează că îl părăsește deoarece el nu o iubește, iar după noaptea aceasta nici ea nu îl mai iubește. Îi spune că după viața sufocantă pe care a trăit-o până acum își datorează să devină independentă și să-și exploreze propriul caracter și lumea de una singură. În timp ce pleacă, îi mârturisește lui Torvald că speră ca un miracol să se întâmple: că poate într-o zi vor putea să se reunească într-o căsnicie adevărată. Piesa se încheie cu ușa trântindu-se la plecarea ei.

## Istoric
Piesa a fost scrisă cât timp dramaturgul se afla la Roma și Amalfi, în Italia, într-o vreme în care Europa era cuprinsă de revoluții. O prespectivă modernă asupra literaturii atât epice, cât și dramatice apărea, provocând tradiția romantică. Ibsen este cel care a popularizat drama realistă, derivată din această nouă perspectivă. Piesele lui erau jucate în toată Europa și traduse în foarte multe limbi. "O casă de păpuși" a fost publicată la Copenhaga unde a și avut loc premiera. A fost a doua dintr-o serie de piese realiste ale lui Ibsen. Prima, "Stâlpii societății" (1877), a creat vâlvă în toată Europa și a fost repede adoptată de teatrele avantgardiste ale continentului. 
Intriga piesei este bazată pe un eveniment din viața lui Ibsen. În 1870, Laura Kieler i-a trimis lui Ibsen o continuare a piesei "Brand", numită "Fiicele lui Brand" și Ibsen a fost atras de fata frumoasă și vioaie, poreclind-o "ciocârlia". A invitat-o acasă la el și timp de două luni din vara anului 1872 ea îi vizita casa frecvent. Când s-a căsătorit doi ani mai târziu, soțul ei a căzut bolnav și a fost sfătuit să-și ia un concediu și să plece într-un climat cald iar Laura, așa cum și Nora face în piesă, a împrumutat în secret bani pentru a putea pleca în excursie. Laura a falsificat o bancnotă, banca a refuzat plata, iar ea i-a spus soțului ei întreaga poveste. Soțul a intentat divorț, i-a luat copiii și a primit-o înapoi doar după ce ea a petrecut o lună într-un azil public. Laura și Nora au nume ce seamănă, dar poveștile lor au un punct de cotitură. În piesa lui Ibsen, Nora nu se mai întoarce acasă, nici nu-i spune soțului de banii împrumutați. Mai mult, Nora este cea care divorțează de soțul ei.

## Importanța
Importanța piesei constă în mesajul feminist care a zguduit scenele europene la premiera piesei. Respingerea căsătoriei și a maternității de către Nora a scandalizat audiențele din acel timp. De fapt, primele producții germane ale piesei din anii 1880 au folosit finaluri alternative, scrise de Ibsen la cererea producătorilor.
Spiritul revoluționar și modernismul l-au influențat pe Ibsen să își aleagă un erou neobișnuit, o casnică, în atacul său asupra valorilor clasei de mijloc. Devenind rapid subiect de bârfă în Europa, piesa a reușit în încercarea de a provoca discuții. De fapt numeroasele feluri în care piesa poate fi interpretată fac din O casă de păpuși o piesă atât de interesantă. Fiecare nouă generație a avut o versiune diferită asupra cărții, de la a o vedea ca pe o critică asupra feminității, la a o lua ca pe o alegorie Hegeliană a istoricului spirit al evoluției.
Sfârșitul piesei nu are o concluzie stabilă. Finalul este lăsat deschis: nu se întâmplă niciun eveniment brutal, niciun catarsis, doar ambiguitate. Aceasta este o piesă ce definește granițele.

## Vezi și
- Listă de piese de teatru norvegiene